# Dějiny pedagogiky a školství
Dějiny pedagogiky se řadí do systému pedagogických věd a jsou jednou ze základních disciplín pedagogiky. Zabývají se teorií i praxí výchovy, vzdělávání a vyučování. Snaží se nám podat obraz o dějinném vývoji v pedagogické oblasti a objektivně studují zákonitosti pedagogického vývoje. Zabývají se vývojem pedagogických principů, idejí, typů škol, studují jednotlivé myslitele a zkoumají minulost lidstva, zejména ty oblasti, které se týkají činností lidí v oblasti vzdělávání a výchovy.

## Dějiny pedagogiky jako vědy
Jako věda se dějiny pedagogiky koncipovaly poměrně pozdě. První pokus o sepsání didaktiky máme z poreformační doby 17. století od D. G. Morhofa (1639–1691). V roce 1675 ve Francii Claude Fleury napsal pojednání O volbě a metodě studií, které popisuje vývoj výchovy od antiky až po 17. století. V 18. století jsou psány další podrobnější popisy vývoje školství v různých zemích.
Za zakladatele moderních dějin je podle Štveráka považován Friedrich Heinrich Christian Schwarz, který sepsal přehled vývoje školství od nejstarších dob až do začátku 19. století.
V Čechách na počátku 20. století napsal podrobnou historickou analýzu pedagogické problematiky F. Drtina. Také O. Kádner psal o historii českého školství a napsal dva ojedinělé rozsáhlé spisy o tomto tématu.

## Prameny
Poznatky o vzdělávání a výchově v historii můžeme zjišťovat z několika zdrojů:
- archivních materiálů výchovných a vzdělávacích institucí (fotky, kroniky aj.)
- starších literárních památek, které se vážou na výchovu a vzdělávání
- dokumentů, zákonů a směrnic školské správy
- programů politických stran
- učebnic a učebních pomůcek
- učebních osnov a dokumentů škol
- spisů a statí odborníků a pedagogů
- kronik
- a dalších.[2]

## Dělení
Dějiny pedagogiky můžeme dělit na dějiny pedagogické teorie a dějiny školství.
Další rozdělení je na dějiny výchovy, všeobecné dějiny, národní dějiny a dějiny školství (všeobecné i národní).
Dějiny pedagogiky můžeme také dělit podle historických období - dějiny vzdělávání a výchovy ve starověku, středověku, novověku...

## Vývoj dějin napříč historií

### Vzdělávání a výchova ve starověku
Tato část dějin pedagogiky se zabývá výchovou a vzděláváním ve starověkých civilizacích. Zajímá se o výchovné systémy v přední Asii v okolí Eufratu a Tigridu. Zkoumá vědní obory v Babylonii, Persii, Asýrii a Egyptě. Zkoumá také vznik písma, psaní knih a zjišťuje, jak se v té době vyučovalo a jak se předávaly vědomosti dalším generacím. Také se snaží popsat výchovný systém ve Spartě, Athénách i v Římě. Zabývá se starověkými mysliteli, kterým byl například Pythagoras, Démokritos, Epikúros, Sokrates, Platón, Aristoteles nebo Marcus Fabius Quintilianus.

### Vzdělávání a výchova ve středověku
Tato část dějin pedagogiky se zaměřuje na vznik středověkých škol, zejména farních, klášterních a katedrálních. Zabývá se počátky výchovy a vzdělanosti v českých zemích, rytířskou výchovou a výchovou lidu ve středověku. Do této doby spadá také věk Karla IV. a s ním spojený rozvoj, který se odráží i ve vzdělávání, mj. tu vznikají univerzity. Významnou osobností v této doby je Tomáš Akvinský, který se zabýval filozofií i výchovou a vzděláváním.

### Vzdělávání a výchova v novověku
Do tohoto období se řadí renesanční pedagogika a významní pedagogové a myslitelé, např. Thomas More, Erasmus Rotterdamský nebo Vittorino da Feltre.
Dějiny pedagogiky zkoumají také vliv reformace na výchovu a vzdělávání v českých zemích a také se zabývají vznikem a vývojem městských škol a jejich organizací. Významným reformačním pedagogem byl Jan Hus, Martin Luther nebo Johannes Sturm. Proti reformaci byl naopak Ignác z Loyoly.
Významnou osobností 17. století je Jan Amos Komenský, v dějinách vzdělávání se na něj zaměřuje velké množství knih a mnoho dalších autorů a pedagogů z něj vychází a odvolává se k němu. Dějiny vzdělávání se zabývají mnoha díly Komenského, jeho názory a didaktickými principy. Dalším známým a významným pedagogem je John Locke, Descartes, Rousseau a Kant.

### Vzdělávání a výchova v 19. a 20. století
Dějiny pedagogiky v tomto období mj. zkoumají názory a teorie Pestalozziho, Comta, Herbarta a mnoha dalších.
V 19. a 20. století se pedagogika rozvíjí, přibývá pedagogů, pedagogických principů, teorií, proudů, druhů škol a názorů na výchovu, vzdělávání a výuku. Je zde velice mnoho věcí a osobností, které se dají zkoumat.